# Characidium boehlkei
Characidium boehlkei är en fiskart som beskrevs av Jacques Géry 1972. Characidium boehlkei ingår i släktet Characidium och familjen Crenuchidae. Inga underarter finns listade i Catalogue of Life.